# Gestione commissariale governativa di aziende di trasporto
La gestione commissariale governativa di aziende di trasporto è stata, in Italia, una forma di esercizio provvisorio di una ferrovia o tranvia concessa.
In Italia una linea ferroviaria può essere statale, e quindi gestita da RFI, o data in concessione a soggetti privati.
Il commissariamento delle aziende di trasporto, rispetto all'ordinario commissariamento governativo, è soggetto a normative speciali, ma è caduto in disuso a partire dagli anni '90.

## Storia
L'istituto della Gestione commissariale governativa nacque con il RD 9 maggio 1912, n. 1447, allo scopo di regolamentare le casistiche che nascevano in caso di inadempienze dei concessionari, di situazione economica fallimentare o di gravi motivazioni di esercizio. L'articolo 184 del citato decreto (che venne modificato in alcune parti nel 1936) recitava così:
Qualora l'esercizio di una ferrovia pubblica venga interrotto(..) o se l'esercizio venga eseguito con gravi e ripetute irregolarità, il Ministero delle comunicazioni prefigge un termine perentorio al concessionario per il ristabilimento regolare del servizio. Scaduto tale termine il concessionario (..) decade dalla concessione (..) il Ministero delle comunicazioni potrà prendere d'ufficio (..) le misure necessarie per il ripristino e la continuazione del servizio assumendone eventualmente anche la gestione.
Nel secondo dopoguerra, il 10 luglio 1947, venne emanato il D.Lgs.C.P.S. n.787 che stabilì le metodologie precise per l'assunzione in Gestione governativa diretta o per mezzo dell'amministrazione delle FS delle ferrovie concesse per le quali era stata stabilita la decadenza dalla concessione per cause varie o di inadempienza; ciò si era reso necessario perché molte ferrovie concesse erano uscite dalla seconda guerra mondiale in condizioni disastrate che ne impedivano il ripristino funzionale o ne inficiavano la sicurezza di esercizio. Un successivo passo venne effettuato con la Legge 1221 del 2 agosto 1952 che autorizzava il Ministero dei trasporti ad assumere la gestione diretta anche in caso di scadenza normale della concessione nelle more del rinnovo.
La ferrovia veniva considerata ugualmente come in regime di concessione ed era sottoposta alle medesime procedure di vigilanza ed esercizio. Era sempre considerata non compresa nelle ferrovie statali e di proprietà del Ministero dei trasporti che la controllava e gestiva tramite un commissario governativo.
In seguito alle direttive comunitarie sulle ferrovie e ai mutati assetti, dagli ultimi anni del secolo scorso, l'istituto della Gestione governativa è di fatto scomparso. Venne previsto il graduale passaggio alle regioni delle Ferrovie ex-concesse dopo un affidamento temporaneo alle FS per il loro risanamento e la loro ristrutturazione. Molte di esse sono divenute in seguito Società a responsabilità limitata con partecipazione spesso rilevante dei vari Enti locali.
Elenco di ferrovie passate in gestione commissariale governativa
- Ferrovie Padane in G.C. dal 1933 con Decreto ministeriale ex art 184 del RD 1447
- Ferrovia Pescara-Penne con D.M. del 1935
- Ferrovia Circumetnea con D.M. del 1947
- Ferrovia Genova-Casella con D.M. del 1949
- Ferrovie Meridionali Sarde con Legge 1178 dell'11 dicembre 1954[1]
- Ferrovie Calabro Lucane con Legge n. 1855 del 23 dicembre del 1963[2]
- Ferrovia Torino-Ceres con D.M. del 1967 fino al 1981[3]
- Strade Ferrate Sarde e Ferrovie Complementari della Sardegna con D.M. del 1971
- Ferrovia Benevento-Cancello con D.M. del 1971
- Ferrovia Adriatico Sangritana con D.M. 645 del 1980
- Ferrovia Centrale Umbra con Legge 526 del 7 agosto 1982[4]
- Circumvesuviana con Decreto Ministeriale del 20 settembre 1985[5], dal 19 dicembre 1985[6]
- Ferrovia Suzzara-Ferrara dal 9 dicembre 1985
- Ferrovie del Sud Est dal 19 dicembre 1985[6]
- Ferrovia Adria-Mestre (Società Veneta) con D.M. del 6 febbraio 1986
- Ferrovia Bologna-Portomaggiore (Società Veneta) con D.M. del 6 febbraio 1986
- Ferrovia Parma-Suzzara (Società Veneta) con D.M. del 6 febbraio 1986
- Ferrovia Udine-Cividale (Società Veneta) con D.M. del 6 febbraio 1986
- Ferrovia Alifana dal 16 giugno 1986
- Ferrovia Arezzo-Stia e Arezzo-Sinalunga dal 27 novembre 1987 al 1º marzo 1992